# 鷹司繫子
鷹司繫子（1798年3月17日—1823年5月14日），日本江戶時代後期仁孝天皇的女御，死後追贈皇后名號。女院號為新皇嘉門院（しんこうかもんいん）。

## 家族
關白鷹司政熙之女。生母為鷹司政熙側室、權中納言豐岡尚資之女豐岡斐子。關白鷹司政通為其異母兄，仁孝天皇女御鷹司祺子為其同母妹，其餘兄弟姐妹眾多。

## 生平
文化10年（1813年），16歲時嫁给年僅12歲的皇太子惠仁親王（仁孝天皇）。
文化14年（1817年），惠仁親王即位，受封女御。
文政3年（1820年），產下第一皇子安仁親王。安仁親王次年夭折。
文政6年4月2日（1823年5月12日），再次生產。因難產，第一皇女生下后即夭折，翌日繫子去世，享年26，下葬後月輪陵。
死後2日，追贈女院院號「新皇嘉門院」，隔年文政7年（1824年）追封為皇后。
文政8年（1825年），同母妹妹鷹司祺子入宮成為仁孝天皇的女御。